# エンソ・マルティネス
エンソ・ガブリエル・マルティネス・スアレス（Enzo Gabriel Martínez Suárez、1998年4月29日 - ）は、ウルグアイ・アルティガス出身のサッカー選手。ケレタロFC所属。ポジションはDF。

## クラブ経歴
2018年4月29日、CAプログレッソとのリーグ戦にて、CAペニャロールでのプロデビューを果たした。
2021年7月21日、CAベレス・サルスフィエルドに移籍した。
2022年1月1日、ケレタロFCに移籍した。